# 朱弼棟
延長王朱弼棟（16世紀—1588年），明朝肅藩延長王長子，追封延長王，延長莊懿王朱真滰的嫡第四子。

## 生平
嘉靖三十四年（1555年）五月，封延長王長子。
萬曆十六年（1588年），朱弼棟尚未襲爵即去世。三年後，延長莊懿王朱真滰去世。兩年後，朱弼棟的嫡長子朱縉𤊐襲爵。朝廷後追封朱弼棟為延長王，諡號不詳。

## 家庭

### 妻
- 何氏（1539年－1569年），蘭州庠武舉員何宗禮嫡長女，嘉靖三十六年（1557年）冊為延長王長子夫人，嘉靖三十九年（1560年）三月婚配，生朱縉𤊐[5]。

### 子
- 嫡長子：延長王長孫→延長王朱縉𤊐

## 墓葬
延長王家族的墓葬位於陝西臨洮府蘭州煙家坪（今甘肅省蘭州市七里河区西果园镇晏家坪村）。2011年，對延長王墓葬群进行了抢救性发掘，延長王長子夫人何氏的墓誌即在此次發掘中出土。